# Geraer Forderungen

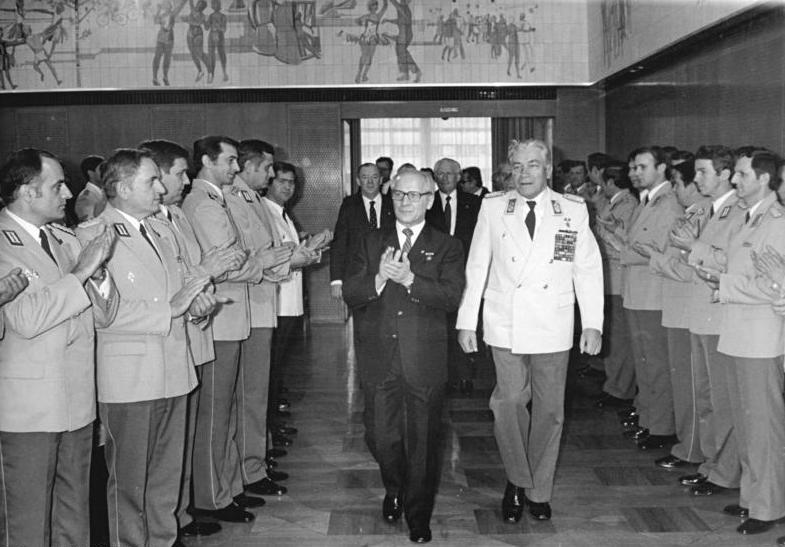
Erich Honecker (Mitte) im Jahre 1980

Die Geraer Forderungen waren vier politische Forderungen Erich Honeckers im Namen der DDR-Führung an die Bundesrepublik Deutschland. Sie wurden am 13. Oktober 1980 in einer Rede des Staatsratsvorsitzenden Honecker aufgestellt, die er anlässlich der Eröffnung des Parteilehrjahres 1980/81 auf der Parteiaktivtagung des Bezirks Gera der SED in der Erwin-Panndorf-Halle in Gera hielt.

## Forderungen
Die Forderungen an die Bundesrepublik Deutschland waren:
- die Elbgrenze an der Strommitte „festzustellen“
- die Erfassungsstelle für Gewaltverbrechen der DDR in Salzgitter aufzulösen
- die Respektierung der DDR-Staatsbürgerschaft
- die Umwandlung der Ständigen Vertretungen in Botschaften

## Hintergrund
Die Geraer Forderungen stellen eine Verschärfung des innerdeutschen Konflikts dar. Der globale Ost-West-Konflikt zeigte nach den Entspannungsjahren ab 1969 seit Ende der 1970er Jahre einen deutlichen Trend zur Verhärtung. Als maßgeblicher Auslöser dieser erneuten Verhärtung gilt der sowjetische Einmarsch in Afghanistan 1979. Weiterhin verschärfend wirkten die SS-20-Aufrüstung durch die Sowjetunion und der NATO-Doppelbeschluss.
Für 1981 war ein Treffen Honeckers mit dem deutschen Bundeskanzler Helmut Schmidt geplant; mit Hinblick darauf verzichtete die DDR, die vier Forderungen mit Nachdruck zu verfolgen. Sie dienten eher dazu, durch maximale Forderungen die DDR-Verhandlungsposition in praktischen Punkten wie Mindestumtausch, Familienzusammenführung und innerdeutscher Handel zu verbessern.

## Reaktion in der Bundesrepublik Deutschland
Die Bundesrepublik Deutschland lehnte die Geraer Forderungen ab und hielt so die Tür zur Wiedervereinigung für die Zukunft offen. Die Anerkennung einer DDR-Staatsangehörigkeit hätte auch im Widerspruch zum Grundgesetz gestanden, das den Deutschen in der DDR die deutsche Staatsangehörigkeit sicherte. Während CDU und FDP diese Position konsequent verfolgten, kamen aus den Reihen der Friedensbewegung sowie der SPD und den Grünen Stimmen, die sich für die Erfüllung dieser Forderungen einsetzten.
1984 forderte zum Beispiel Egon Bahr, die ersten drei der Geraer Forderungen zu erfüllen. Diese Position sei keine Abkehr der in den 1970er Jahren erfolgreichen „Politik der kleinen Schritte“. Vor dem Hintergrund der sozialdemokratischen Entspannungspolitik wäre demnach auch eine Anerkennung der DDR-Staatsbürgerschaft folgerichtig gewesen („Anerkennung des Status quo, um ihn zu überwinden“).
Tatsächlich ging die Bundesrepublik auf keine der Forderungen ein. Der Regierungswechsel 1982 änderte an der Deutschlandpolitik der Bundesrepublik Deutschland nichts; der von der sozialliberalen Koalition eingeschlagene Weg wurde fortgesetzt.